# Delmark Records
Delmark Records est un label discographique indépendant américain de jazz et blues, basé à Chicago, dans l'Illinois.

## Histoire
Bob Koester ouvre son premier magasin de disques à St. Louis, dans le Missouri. D'abord nommé K & F Sales, puis Blue Note Record Shop, il est renommé Delmar après avoir déménagé au coin des rues Delmar et Olive. En 1953, Koester enregistre un groupe de jazz local, les Windy City Six. Peu de temps après, Koester découvre des talents locaux tels que J.D. Short et Big Joe Williams. Il déménage à Chicago en août 1958 et rachète le magasin Jazz Mart, qu'il rebaptise Jazz Record Mart, et fonde Delmark Records au sous-sol. En 1963, Koester déménage le magasin au 7 West Grand. Au cours de cette période à Chicago, Delmark publie des albums de jazz de Barney Bigard, Donald Byrd, Jimmy Forrest, George Lewis et Bud Powell.
Au cours des années 1960 et 1970, Delmark enregistre l'Art Ensemble of Chicago, Sonny Stitt, et les bluesmen Junior Wells, Luther Allison, Arthur Crudup, Jimmy Dawkins, Sleepy John Estes, Buddy Guy, J.B. Hutto, Magic Sam, Robert Nighthawk, Yank Rachell, Otis Rush et Roosevelt Sykes.
En 1966, Chuck Nessa, responsable du Jazz Record Mart, convainc Koester de publier des albums de musiciens affiliés à l'Association for the Advancement of Creative Musicians, tels que Muhal Richard Abrams et Anthony Braxton. Delmark publie deux des premiers albums de Sun Ra, Sun Song et Sound of Joy, respectivement en 1967 et 1968. Bruce Iglauer, l'un des employés de Delmark, fonde Alligator Records en 1971. Delmark réalise également des albums de Nicole Mitchell, Ken Vandermark et Roy Campbell, Jr., ainsi que des musiciens de blues tels que Zora Young.
En mai 2018, Koester se retire et vend Delmark Records à Julia A. Miller et Elbio Barilari, deux musiciens de Chicago. En mai 2021, Bob Koester, le créateur du label Delmark Records, décède.